# Day of the Dead
Day of the Dead – czwarty album studyjny stworzony przez amerykańską grupę rap rock Hollywood Undead. Pierwotnie miał zostać wydany Latem roku 2014, ostatecznie album Day of the Dead został wydany 31 marca 2015 roku przez wytwórnie Interscope Records.

## Historia
Od czasu wydania trzeciego albumu studyjnego, Notes from the Underground, który został wydany w styczniu 2013 roku, zespół Hollywood Undead pracował nad czwartym albumem. O samym albumie nie było wiadomo zbyt dużo do czasu kiedy 14 kwietnia 2014 Johnny 3 Tears na swoim koncie Instagram wrzucił zdjęcie, na którym ujawnił plan wydania nowego albumu latem 2014. Album nie został wydany w tym okresie i premiera nowego albumu została ustalona na 31 marca 2015 roku.

## Single oraz promocja
Aby promować nowy album zespół rozpoczął trasę koncertową 9 marca 2015 w Filadelfii w Pensylwanii, kończąc 30 marca w Los Angeles, Kalifornia. Fani którzy zakupili bilety, mieli możliwość pobrania 6 nowych utworów z albumu. 21 października 2014 roku został wydany pierwszy singiel z albumu o nazwie „Day of the Dead”, został on wydany poprzez magazyn Revolver. Nazwa albumu została ogłoszona kilka dni później i jest taka sama jak nazwa pierwszego singla.
Zamówienia przedpremierowe można było składać od 17 Lutego, w tym samym dniu został wydany drugi singiel, „Usual Suspects”. Trzeci singiel o nazwie „Gravity” został wydany 23 lutego 2015. Czwarty singiel o nazwie „How We Roll” został wydany 9 marca. Kolejnym singlem był utwór „Live Forever” który został wydany 23 marca. Ostatnim singlem był utwór „Disease” który został wydany 27 marca 2015. Przed premierą albumu został również wydany utwór „War Child”, utwór został wydany ekskluzywnie dla magazynu Billboard.
Kapela planowała również wydać teledysk do utworu „Day of the Dead” 2 marca 2015, lecz premiera została przesunięta na 18 marca

## Lista utworów
| 1.  | "Usual Suspects"                          | 3:44    |
|     |                                           |         |
| 2.  | "How We Roll"                             | 4:45    |
|     |                                           |         |
| 3.  | "Day of the Dead"                         | 3:55    |
|     |                                           |         |
| 4.  | "War Child"                               | 3:58    |
|     |                                           |         |
| 5.  | "Dark Places"                             | 4:39    |
|     |                                           |         |
| 6.  | "Take Me Home"                            | 3:48    |
|     |                                           |         |
| 7.  | "Gravity"                                 | 3:19    |
|     |                                           |         |
| 8.  | "Does Everybody in the World Have to Die" | 3:17    |
|     |                                           |         |
| 9.  | "Disease"                                 | 3:31    |
|     |                                           |         |
| 10. | "Party By Myself"                         | 4:10    |
|     |                                           |         |
| 11. | "Live Forever"                            | 3:40    |
|     |                                           |         |
| 12. | "Save Me"                                 | 3:27    |
|     | Utwory w edycji deluxe:                   |         |
| 13. | "Guzzle, Guzzle"                          | 3:39    |
|     |                                           |         |
| 14. | "I’ll Be There"                           | 4:01    |
|     |                                           |         |
| 15. | "Let Go"                                  | 4:16    |
|     | Bonusowy utwór na iTunes:                 |         |
| 16. | "Ghost"                                   | 3:21    |
|     | Utwory bonusowe w edycji Best Buy         |         |
| 17. | "Sing"                                    | 4:05    |
|     |                                           |         |
| 18. | "Fuck the World"                          | 4:09    |
|     |                                           |         |
|     |                                           | 1:09:44 |
|     |                                           |         |

## Pozycje na listach
| Lista                                                 | Najwyższa pozycja |
| ----------------------------------------------------- | ----------------- |
| Stany Zjednoczone (Billboard 200)                     | 18                |
| Stany Zjednoczone (Top Alternative Albums, Billboard) | 4                 |
| Stany Zjednoczone (Top Rock Albums, Billboard)        | 4                 |
| Stany Zjednoczone (Top Hard Rock Albums, Billboard)   | 2                 |